# Blan (Tarn)
Blan é uma comuna francesa na região administrativa da Occitânia, no departamento de Tarn. Estende-se por uma área de 13.3 km², e possui 1.127 habitantes, segundo o censo de 2018, com uma densidade de 85 hab/km².